# Ocotea laevigata
Ocotea laevigata är en lagerväxtart som först beskrevs av Carl Daniel Friedrich Meisner, och fick sitt nu gällande namn av W. Marais. Ocotea laevigata ingår i släktet Ocotea och familjen lagerväxter. Inga underarter finns listade i Catalogue of Life.